# دولت دوم جمهوری اسلامی ایران
دولت دوم جمهوری اسلامی ایران به ریاست‌جمهوری محمدعلی رجایی و نخست‌وزیری محمدجواد باهنر تنها در یک دوره کوتاه‌مدت ۲۸ روزه دوام داشت. بعد از برکناری ابوالحسن بنی‌صدر و برگزاری انتخابات ریاست‌جمهوری ایران (مرداد ۱۳۶۰) در ۲ مرداد ۱۳۶۰ و پیروزی محمد علی رجایی در انتخابات، رجایی از روز ۱۲ مرداد وارد نهاد ریاست‌جمهوری شد و باهنر را به‌عنوان نخست‌وزیر خود به مجلس شورای اسلامی معرفی کرد. اما در روز ۸ شهریور ۱۳۶۰ در پی انفجار در دفتر نخست‌وزیری جمهوری اسلامی ایران که توسط عوامل سازمان مجاهدین خلق انجام شده بود، رئیس‌جمهور و نخست‌وزیر و برخی دیگر از مقامات دولتی و نظامی وقت ایران کشته شدند و دولت از رسمیت افتاد. چند روز بعد دولت موقت محمدرضا مهدوی کنی قوه مجریه را به عهده گرفت و تا ۷ آبان ۱۳۶۰ که دولت سوم جمهوری اسلامی ایران زمام امور را در دست گرفت، به فعالیت خود ادامه داد.

## هیئت دولت
| نخست‌وزیر                                 |  | محمدجواد باهنر        | ۱۴ مرداد ۱۳۶۰ | ۸ شهریور ۱۳۶۰  | جمهوری اسلامی  | [ ۲ ] |
| وزیران                                   |  |                       |               |                |                |       |
| وزیر آموزش و پرورش                       |  | سید علی‌اکبر پرورش     | ۲۶ مرداد ۱۳۶۰ | ۱۲ شهریور ۱۳۶۰ | جمهوری اسلامی  | [ ۳ ] |
| وزیر ارشاد اسلامی                        |  | عبدالمجید معادیخواه   | ۲۶ مرداد ۱۳۶۰ | ۱۲ شهریور ۱۳۶۰ | جمهوری اسلامی  | [ ۳ ] |
| وزیر امور اقتصادی و دارایی               |  | حسین نمازی            | ۲۶ مرداد ۱۳۶۰ | ۱۲ شهریور ۱۳۶۰ | جمهوری اسلامی  | [ ۳ ] |
| وزیر امور خارجه                          |  | میرحسین موسوی         | ۲۶ مرداد ۱۳۶۰ | ۱۲ شهریور ۱۳۶۰ | جمهوری اسلامی  | [ ۳ ] |
| وزیر بازرگانی                            |  | حبیب‌الله عسگراولادی   | ۲۶ مرداد ۱۳۶۰ | ۱۲ شهریور ۱۳۶۰ | جمهوری اسلامی  | [ ۳ ] |
| وزیر بهداری                              |  | هادی منافی            | ۲۶ مرداد ۱۳۶۰ | ۱۲ شهریور ۱۳۶۰ | جمهوری اسلامی  | [ ۳ ] |
| وزیر پست و تلگراف و تلفن                 |  | سید مرتضی نبوی        | ۲۶ مرداد ۱۳۶۰ | ۱۲ شهریور ۱۳۶۰ | جمهوری اسلامی  | [ ۳ ] |
| وزیر دادگستری                            |  | سید محمد اصغری        | ۲۶ مرداد ۱۳۶۰ | ۱۲ شهریور ۱۳۶۰ | جمهوری اسلامی  | [ ۳ ] |
| وزیر دفاع ملی                            |  | سید موسی نامجو        | ۲۶ مرداد ۱۳۶۰ | ۱۲ شهریور ۱۳۶۰ | نظامی          | [ ۳ ] |
| وزیر راه و ترابری                        |  | احمد امری*            | ۱۴ مرداد ۱۳۶۰ | ۱۲ شهریور ۱۳۶۰ | مستقل          |       |
| وزیر صنایع                               |  | سید مصطفی هاشمی‌طبا    | ۲۶ مرداد ۱۳۶۰ | ۱۲ شهریور ۱۳۶۰ | مستقل          | [ ۳ ] |
| وزیر فرهنگ و آموزش عالی                  |  | محمدعلی نجفی          | ۲۶ مرداد ۱۳۶۰ | ۱۲ شهریور ۱۳۶۰ | مستقل          | [ ۳ ] |
| وزیر کار و امور اجتماعی                  |  | سید محمد میرمحمدصادقی | ۲۶ مرداد ۱۳۶۰ | ۱۲ شهریور ۱۳۶۰ | جمهوری اسلامی  | [ ۳ ] |
| وزیر کشاورزی و عمران روستایی             |  | محمد سلامتی           | ۲۶ مرداد ۱۳۶۰ | ۱۲ شهریور ۱۳۶۰ | مجاهدین انقلاب | [ ۳ ] |
| وزیر کشور                                |  | محمدرضا مهدوی کنی     | ۲۶ مرداد ۱۳۶۰ | ۱۲ شهریور ۱۳۶۰ | روحانیت مبارز  | [ ۳ ] |
| وزیر مسکن و شهرسازی                      |  | محمدشهاب گنابادی      | ۲۶ مرداد ۱۳۶۰ | ۱۲ شهریور ۱۳۶۰ | مجاهدین انقلاب | [ ۳ ] |
| وزیر معادن و فلزات                       |  | سید حسین موسویانی     | ۲۶ مرداد ۱۳۶۰ | ۱۲ شهریور ۱۳۶۰ | جمهوری اسلامی  | [ ۳ ] |
| وزیر نفت                                 |  | سید محمد غرضی         | ۲۶ مرداد ۱۳۶۰ | ۱۲ شهریور ۱۳۶۰ | مستقل          | [ ۳ ] |
| وزیر نیرو                                |  | حسن غفوری‌فرد          | ۲۶ مرداد ۱۳۶۰ | ۱۲ شهریور ۱۳۶۰ | جمهوری اسلامی  | [ ۳ ] |
| وزیران مشاور                             |  |                       |               |                |                |       |
| وزیر مشاور در امور اجرایی                |  | بهزاد نبوی            | ۲۶ مرداد ۱۳۶۰ | ۱۲ شهریور ۱۳۶۰ | مجاهدین انقلاب | [ ۳ ] |
| رئیس سازمان برنامه و بودجه               |  | محمدتقی بانکی         | ۲۶ مرداد ۱۳۶۰ | ۱۲ شهریور ۱۳۶۰ | جمهوری اسلامی  | [ ۳ ] |
| رئیس سازمان بهزیستی کشور                 |  | محمود روحانی          | ۲۶ مرداد ۱۳۶۰ | ۱۲ شهریور ۱۳۶۰ | جمهوری اسلامی  | [ ۳ ] |
| معاونان نخست‌وزیر                         |  |                       |               |                |                |       |
| معاون امور حقوقی و مجلس                  |  | سید احمد اشرف اسلامی  | ۱۴ مرداد ۱۳۶۰ | ۱۱ شهریور ۱۳۶۰ | جمهوری اسلامی  |       |
| دبیرکل سازمان امور اداری و استخدامی کشور |  | عبدالله جاسبی         | ۲۹ مرداد ۱۳۶۰ | ۱۱ شهریور ۱۳۶۰ | جمهوری اسلامی  |       |
| رئیس بنیاد مستضعفان انقلاب اسلامی        |  | محمود کریمی نوری      | ۱۴ مرداد ۱۳۶۰ | ۱۱ شهریور ۱۳۶۰ | مستقل          |       |
| رئیس دفتر اطلاعات و تحقیقات              |  | خسرو تهرانی           | ۱۴ مرداد ۱۳۶۰ | ۱۱ شهریور ۱۳۶۰ | مستقل          |       |
| رئیس سازمان اوقاف                        |  | محمدرضا اعتمادیان     | ۱۴ مرداد ۱۳۶۰ | ۱۱ شهریور ۱۳۶۰ | جمهوری اسلامی  |       |
| رئیس سازمان تربیت بدنی                   |  | مصطفی داوودی          | ۱۴ مرداد ۱۳۶۰ | ۱۱ شهریور ۱۳۶۰ | مستقل          |       |
| رئیس سازمان حفاظت محیط زیست              |  | رضاحسین میرزاطاهری    | ۱۴ مرداد ۱۳۶۰ | ۱۱ شهریور ۱۳۶۰ | جمهوری اسلامی  |       |